# Tnu’a Demokratit
Die Tnuʿa Demokratit (hebräisch תְּנוּעָה דֵּמוֹקְרָטִית Tnūʿah Demōqraṭīt, deutsch ‚Demokratische Bewegung‘) war eine politische Partei der politischen Mitte in Israel. Ihr Vorsitzender war Jiggaʿel Jadin. Sie wurde am 14. September 1978 gegründet und am 10. März 1981 aufgelöst.
Sie entstand aus der Spaltung der Tnuʿa Demokratit leSchinnui (DaSch), nachdem die Abgeordneten des liberalen Schinnui die gemeinsame Fraktion verlassen hatten. Im Kabinett Begin I war sie mit Jiggaʿel Jadin als stellvertretendem Ministerpräsidenten und Schmuʿel Tamir als Justizminister (bis August 1980) vertreten. Neben Jadin und Tamir gehörten der Knessetfraktion die Abgeordneten Schafiq Asʿad, Mordechai Elgrably, Schlomo Eliahu, Benjamin Halevi und Akiva Nof an.